# Henri Decaë
Henri Decaë (Saint-Denis, 1915. július 31. – Párizs, 1987. március 7.) francia operatőr.

## Életpályája
Elvégezte az École de photographie et de cinématographie-t. 1939-1945 között fotóriporter volt a háborúban.
Művészi pályafutását rövidfilmekkel kezdte. Az első játékfilm, amelynek felvételeit készítette, A tenger csendje (1949) volt. A francia új hullám egyik kiemelkedő személyisége volt. A legkitűnőbb rendezőkkel: Claude Chabrol-lal, Louis Malle-lal, François Truffaut-val dolgozott együtt. Egyéni látásmódú, a modern, újszerű beállításokat kedvelő művész volt. Stílusa rendkívül érzékletes volt. Kiemelkedő munkája a Magyarországon is bemutatott Négyszáz csapás (1959), valamint a Magánélet (1962).

## Filmjei
- A tenger csendje (Le silence de la mer) (1949)
- Vásott kölykök (1950)
- Bob nagyban játszik (1956)
- Felvonó a vérpadra (1958)
- A szép Serge (1958)
- Szeretők (1958)
- Unokafivérek (1959)
- Négyszáz csapás (1959)
- Az ítélet (1959)
- Kettős küldetésben (1959)
- Ragyogó napfény (1960)
- Nőcskék (1960)
- Míly öröm élni/Boldog élet (1961)
- Léon Morrin, a pap (Léon Morin, prêtre) (1961)
- A hét főbűn (Les sept péchés capitaux) (1962)[1]
- Magánélet (1962)
- Vasárnapok Ville d’Avray-ban (1962)
- A nap és az óra (1963)
- Borsos drazsé (Dragées au poivre) (1963)
- A kenyérvivők (La porteuse de pain) (1963)
- A fekete tulipán (1964)
- Macskák (1964)
- Két nap az élet (1964)
- Körbe-körbe (La ronde) (1964)
- Az ügyefogyott (1965)
- Viva Maria! (1965)
- Hotel Paradiso (1966)
- Tábornokok éjszakája (1967)
- A párizsi tolvaj (1967)
- A szamuráj (1967)
- Szerepjátszók (1967)
- Üldözési mánia (1967)
- Vártorony (1969)
- A szicíliaiak klánja (1969)
- A vörös kör (1970)
- Hullajó hullajelölt/Joe: Az elfoglalt test (1971)
- Felszarvazták őfelségét! (1971)
- Az asszony és az elítélt (1972)
- Don Juan, avagy: Don Juan, ha nő lett volna (1973)
- Két amerikai (1973)
- Jákob rabbi kalandjai (1973)
- Ahová lépek, ott fű nem terem (1974)
- Hét éjszaka Japánban (1976)
- Bobby Deerfield (1977)
- Egy gazember halála (1977)
- A brazíliai fiúk (1978)
- Zsaru vagy csirkefogó? (1979)
- Egy majdnem tökéletes kaland (1979)
- Szabadlábon Velencében (1980)
- Rémségek szigete (1980)
- Fürkész felügyelő/Gyanútlan gyakornok (1980)
- Esernyőtrükk (1980)
- Van valami értelme? (1981)
- A profi (1981)
- Villanófényben/Védtelenül (1983)
- Az Ők felesége (1983)
- A tollaskígyó bosszúja (1984)